# Katholische Kirche Sagogn

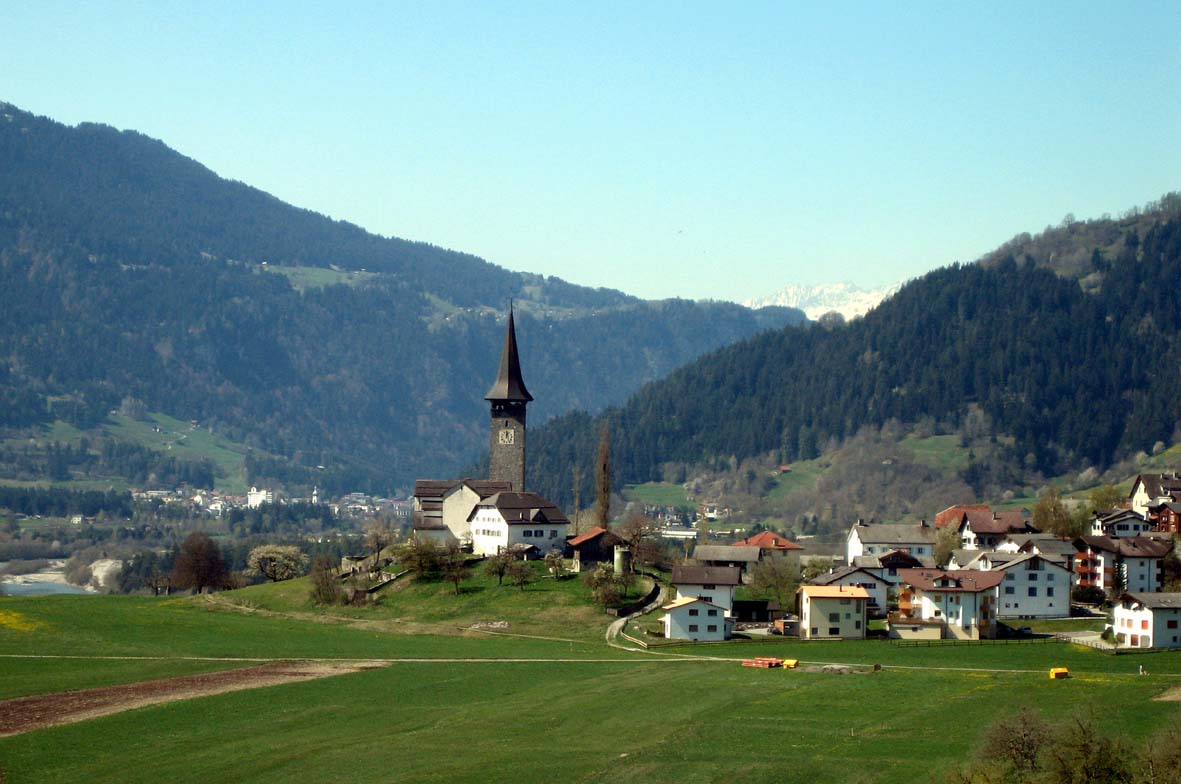
Katholische Kirche Sagogn, Ansicht von Osten

Die Katholische Kirche Mariä Himmelfahrt in Sagogn im schweizerischen Kanton Graubünden gehört zu den besterhaltenen, vollständig ausgezierten Kirchenbauten des frühen Hochbarocks nördlich der Alpen. Die Kirche steht, umgeben von einem Friedhof, neben dem Pfarrhaus aus dem 16./17. Jahrhundert und dem mächtigen Glockenturm auf einem Hügel südlich des Dorfteils «Vitg dadens».

## Geschichte

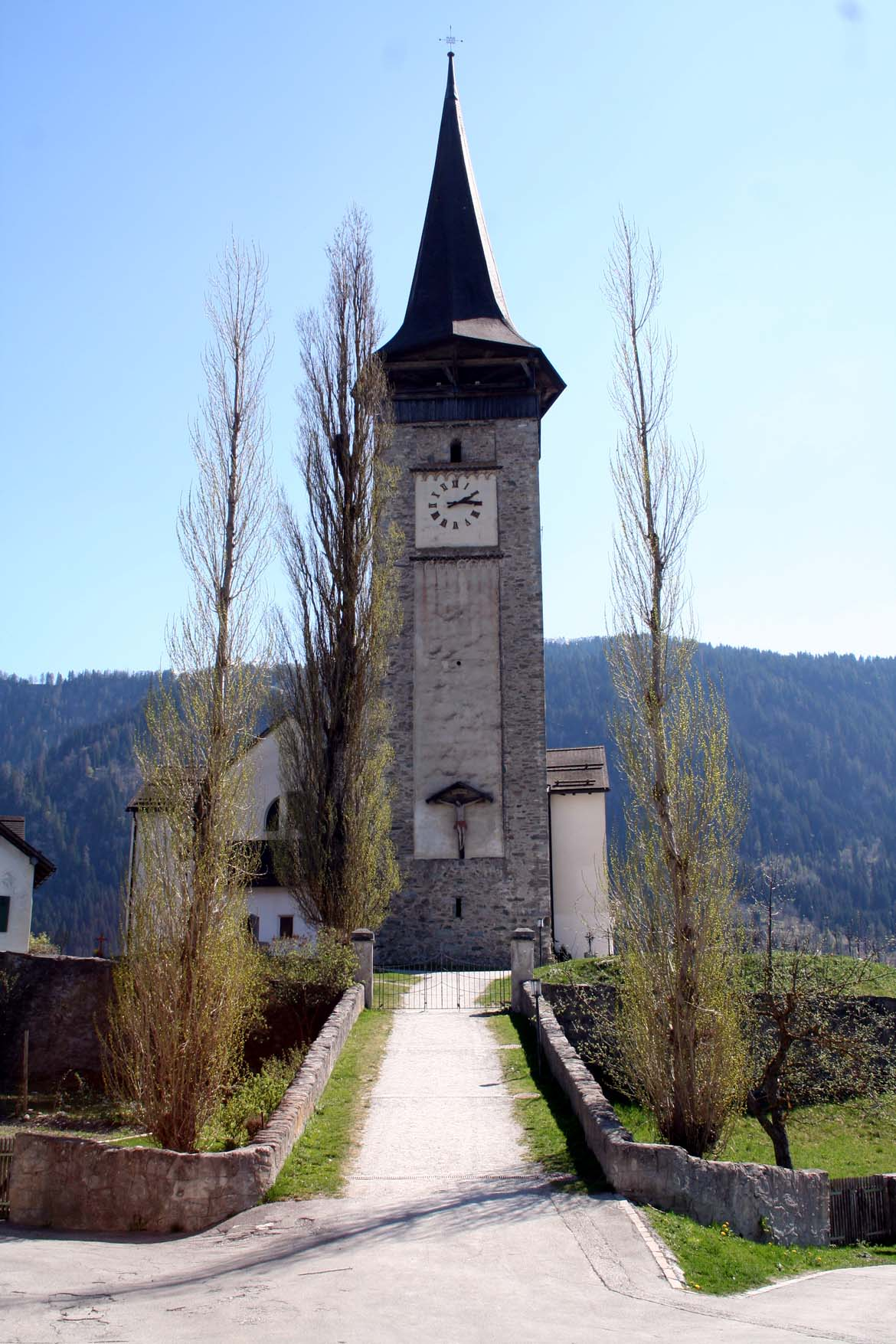
Ansicht vom Dorf

Die heutige Kirche steht über verschiedenen Vorgängerbauten:
- Aus dem 5./6. Jahrhundert stammt eine Saalkirche von der Ausdehnung des heutigen Gebäudes. Sie war grösser als der frühmittelalterliche Bau der Kathedrale von Chur, was auf ihre Bedeutung in der damals schon dicht besiedelten Gruob hinweist.
- Aus dem 8./9. Jahrhundert stammt eine Kirche aus der Karolingerzeit, in der die Seitenräume zu Kapellen erweitert wurden.
- Im 12./13. Jahrhundert wurde nach einem Brand über demselben Grundriss eine neue, flachgedeckte Kirche gebaut, wobei die mittlere Apsis durch einen rechteckigen Chor ersetzt wurde.
- Im 15. Jahrhundert wurde die Kirche modernisiert, 1449 entstand an der Nordwestecke der mächtige Turm.
- 1664 begannen die Kapuziner, welche seit 1633 den Pfarreidienst innehatten, mit der Erneuerung der Kirche. Unter anderem wurden die seitlichen Apsiden durch rechteckige Kapellen ersetzt und eine Vorhalle am Nordarm des Querhauses angebaut.1640 wurde sie von Bischof Johannes Flugi von Aspermont geweiht.
- 1893 wurde das ehemalige Beinhaus verkleinert und zur Marienkapelle umgebaut. Restaurierungen fanden statt 1972 (aussen) und 1987–1990 (innen).

## Bau

### Aussen

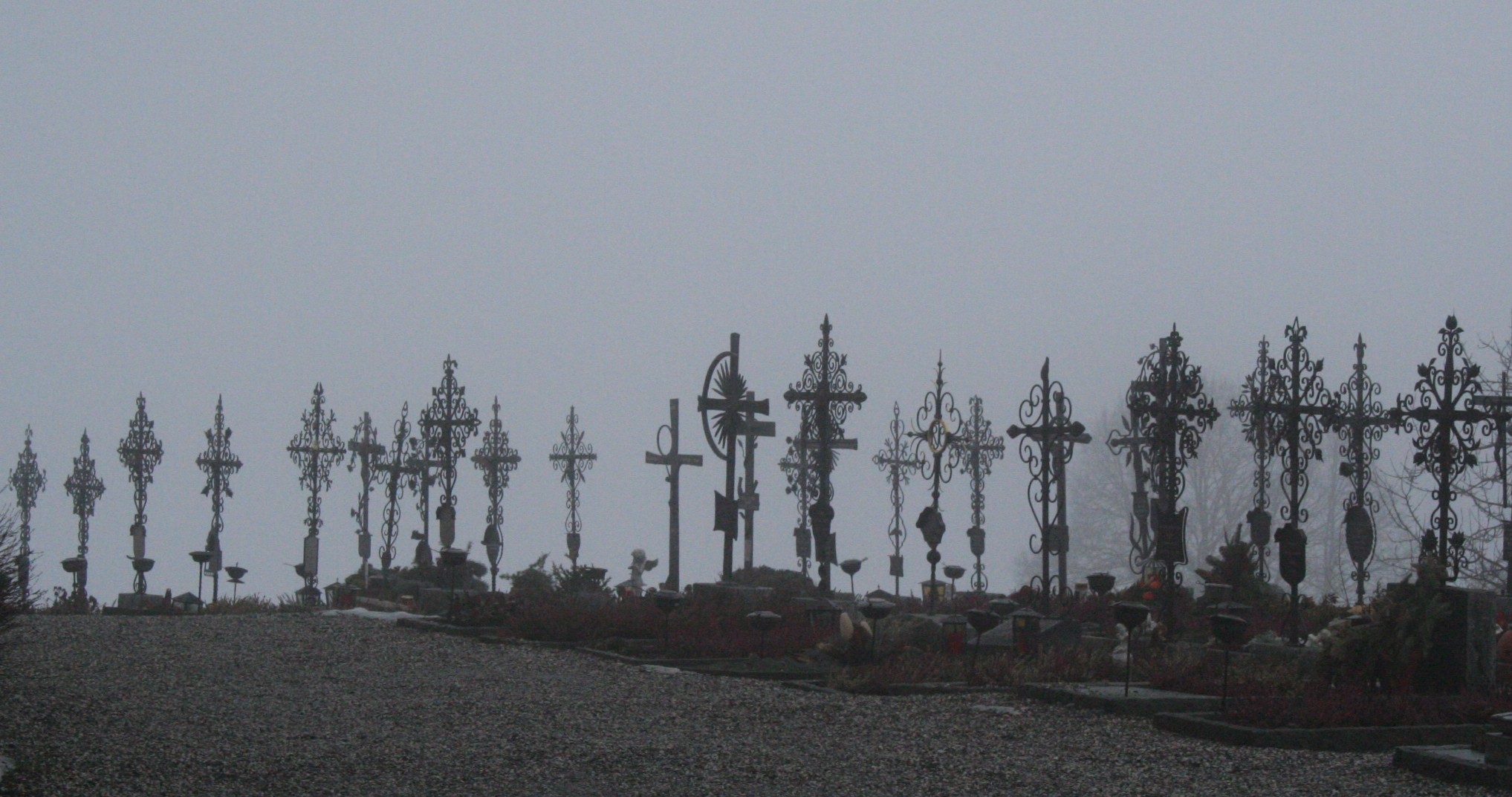
Friedhof

Der Bau wird durch die aneinander geschobenen Bauteile bestimmt: Hauptschiff, Querhaus, Sakristei, Beinhaus und Marienkapelle. 1449 entstand der festungsähnliche Turm; an seiner Westseite sind drei Meter über dem Boden die Jahreszahl 1449 und ein Meisterzeichen eingeritzt. Die gezimmerte Glockenstube stammt aus dem 16. oder 17. Jahrhundert und ist mit einem gebrochenen achteckigen Helm gedeckt. Das Kruzifix stammt aus dem Ende des 17. Jahrhunderts. Der Turm besteht aus Rasa-Pietra-Mauerwerk mit Fugenstrich.
Im Innern fällt der Reichtum der Ausstattung an Stuck und Malerei auf. Schiff und Querräume sind nur durch Thermenfenster über den drei Eingängen belichtet.

### Innen

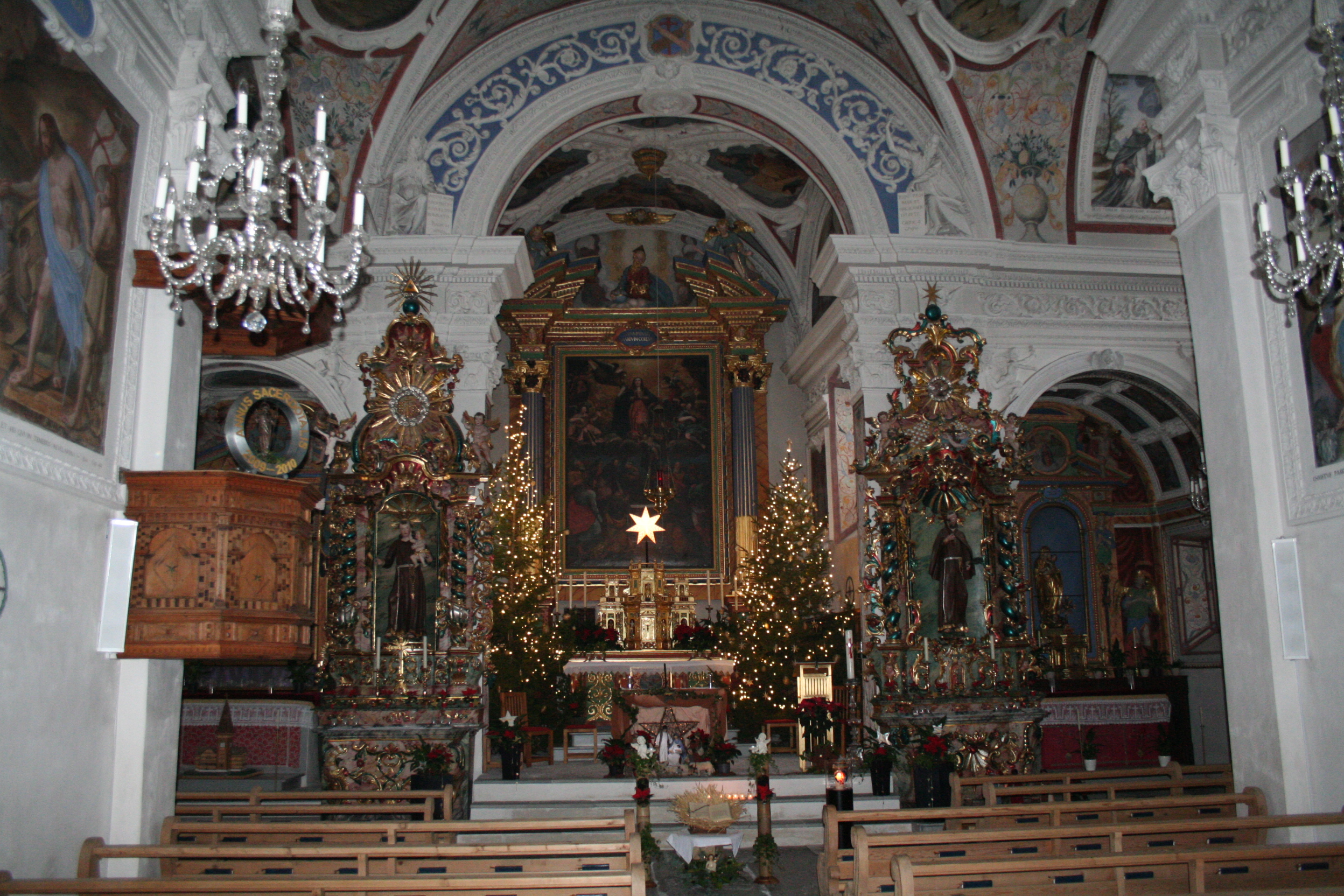
Innen
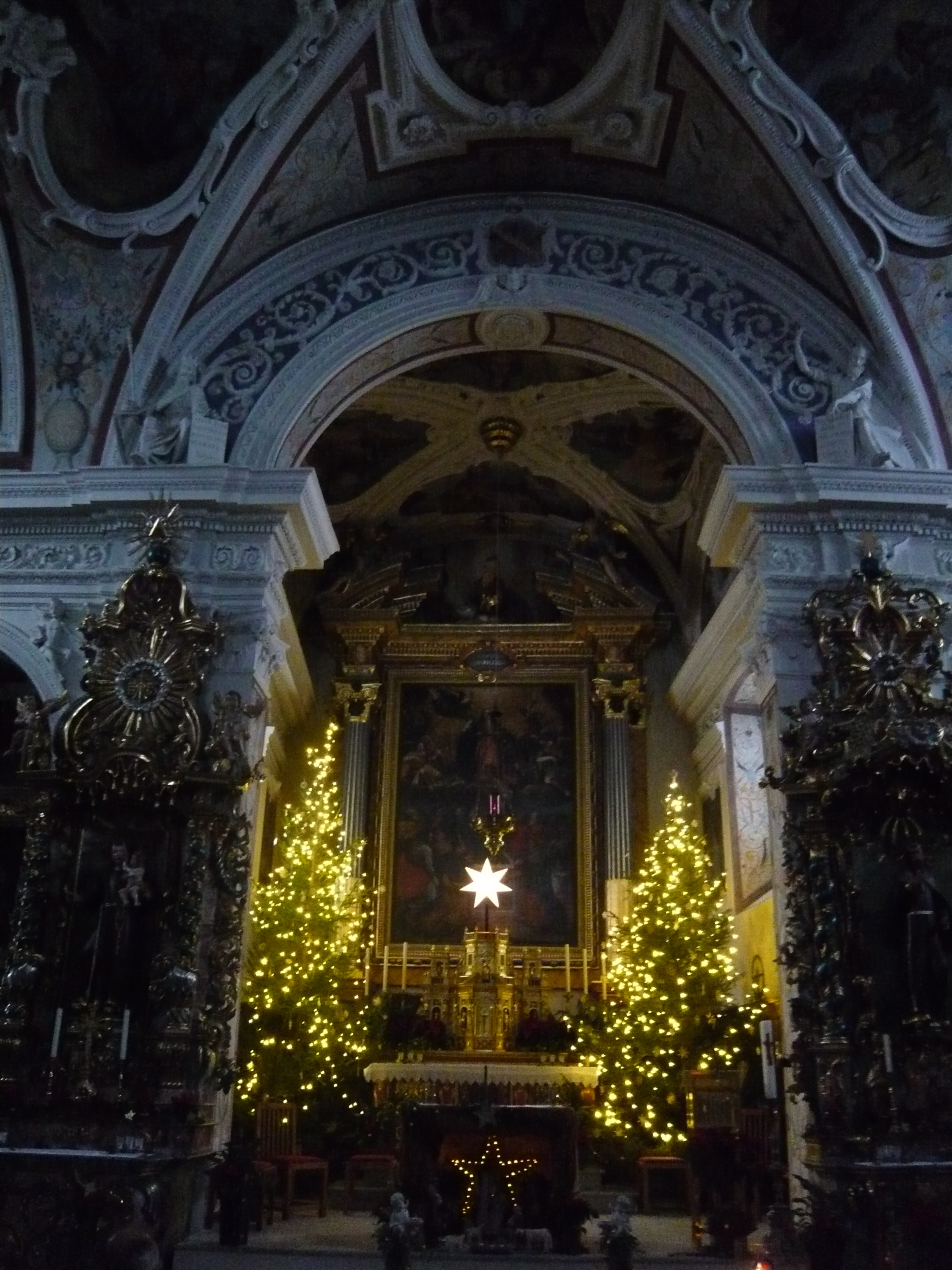
Weihnachten

Die Kirche ist kreuzförmig angelegt. An die breiten Querarme schliessen sich auf beiden Seiten zwei rechteckige Kapellen an. Der Chor ist erhöht. Der originale Mörtelgussboden stammt aus der Bauzeit von 1634. In die Vierung ist die Grabplatte der von Mont zu Löwenberg eingelassen.
Die qualitätsvollen Malereien sind von Bibelzitaten begleitet, wurden al freso aufgetragen und stammen vom italienischen Maler Giovanni Battista Macolino (1604–1673), der 1656 auch das monumentale Ölgemälde der Seeschlacht von Lepanto in der Katholischen Kirche Pleif bei Vella im Val Lumnezia schuf. 
In vier Themenkreisen sind neben weiteren Abbildungen von Heiligen Szenen aus dem Leben von Maria, Christus, Karl Borromäus und Franz von Assisi dargestellt. Die beiden Chorschulteraltäre wurden 1757 von Placidus Schmid aus Disentis/Mustér gemalt. Die beiden Frauenfiguren unter der Empore an der südlichen Schiffswand aus der Zeit um 1400 stammen von einem unbekannten Maler.
Die Altäre stammen aus der Zeit des Kirchenbaus um 1640, die polygonale Kanzel aus dem Jahr 1626.

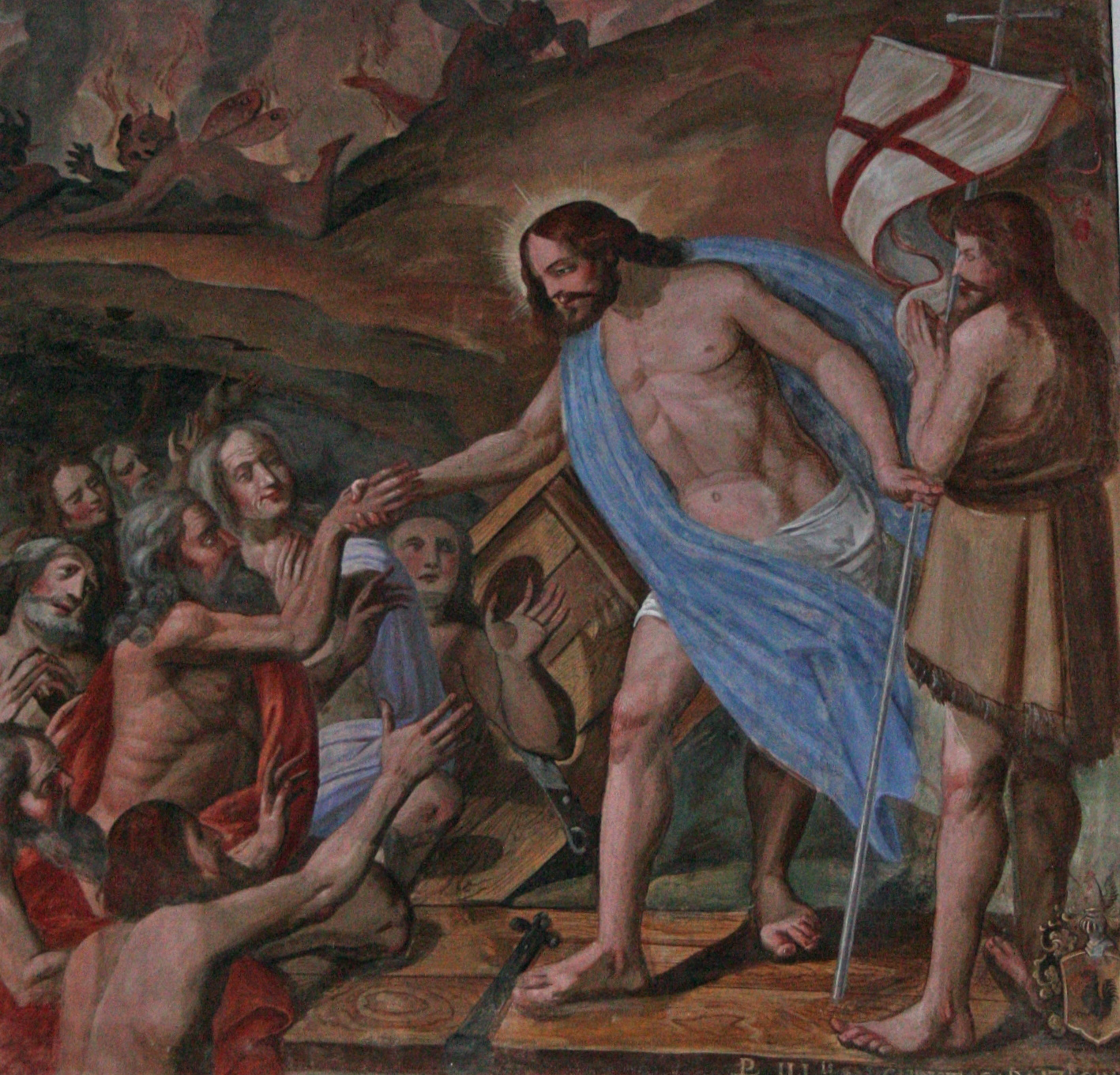
Christus in der Vorhölle
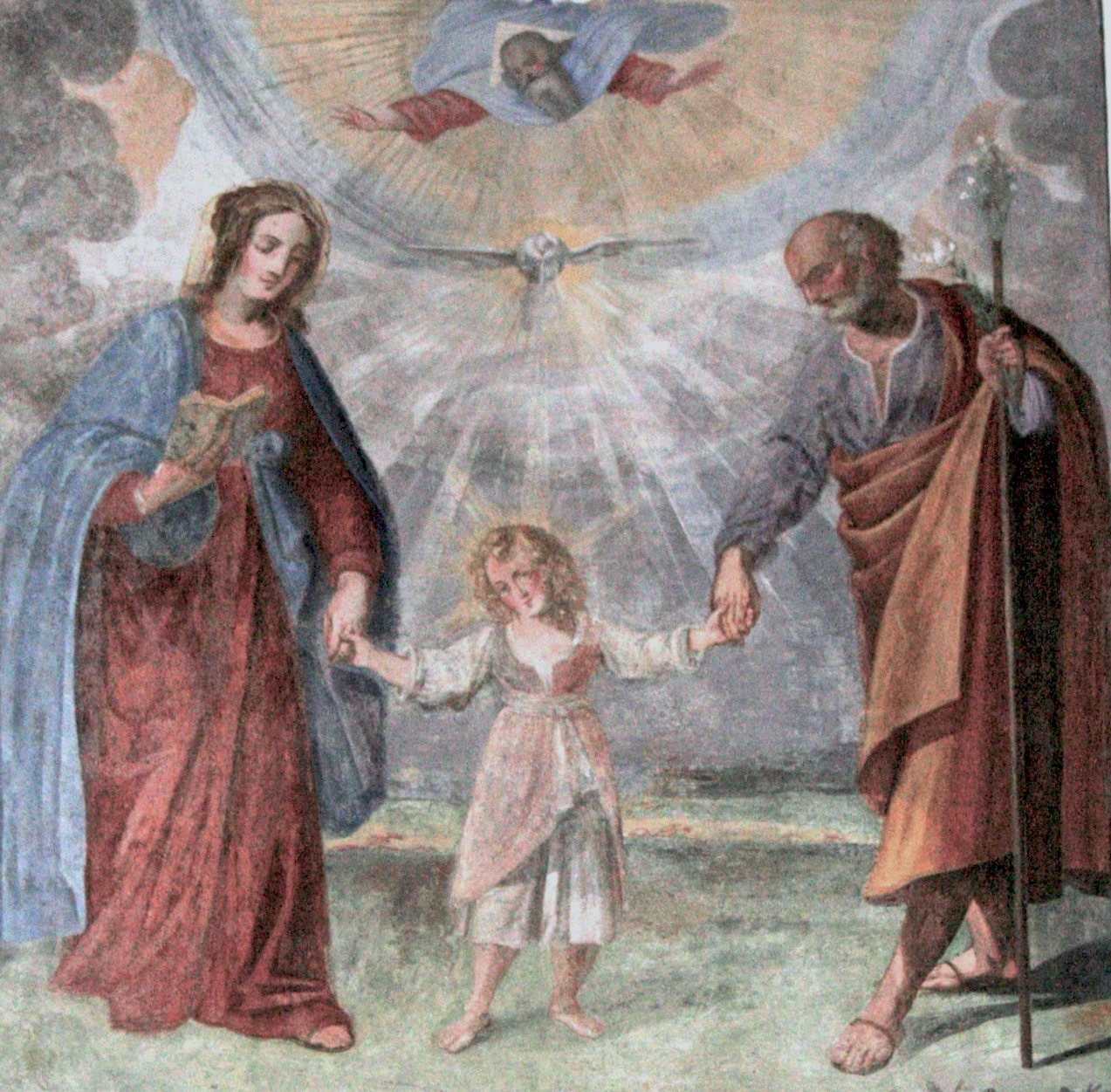
Jesus als Kind
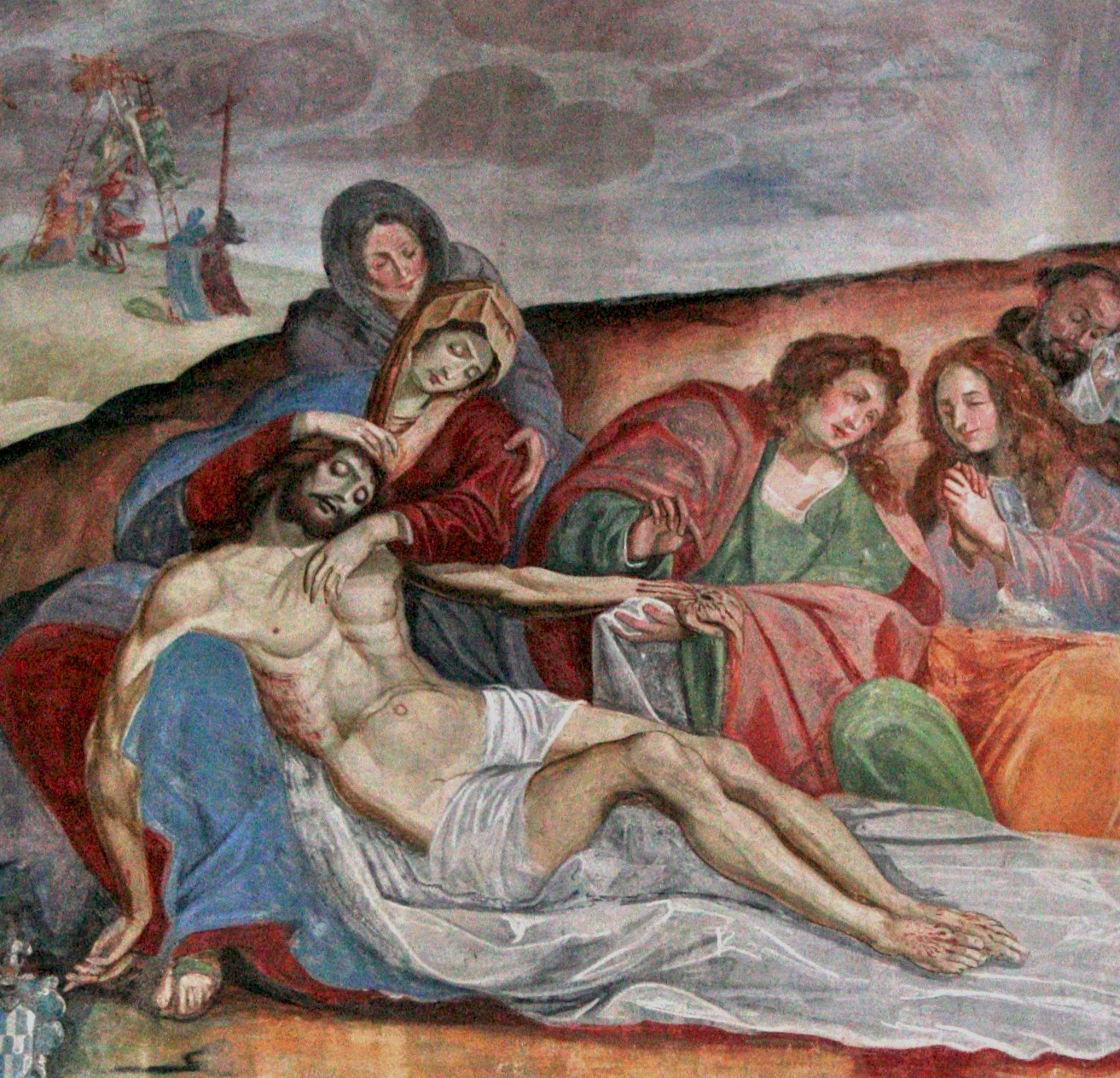
Beweinung Christi
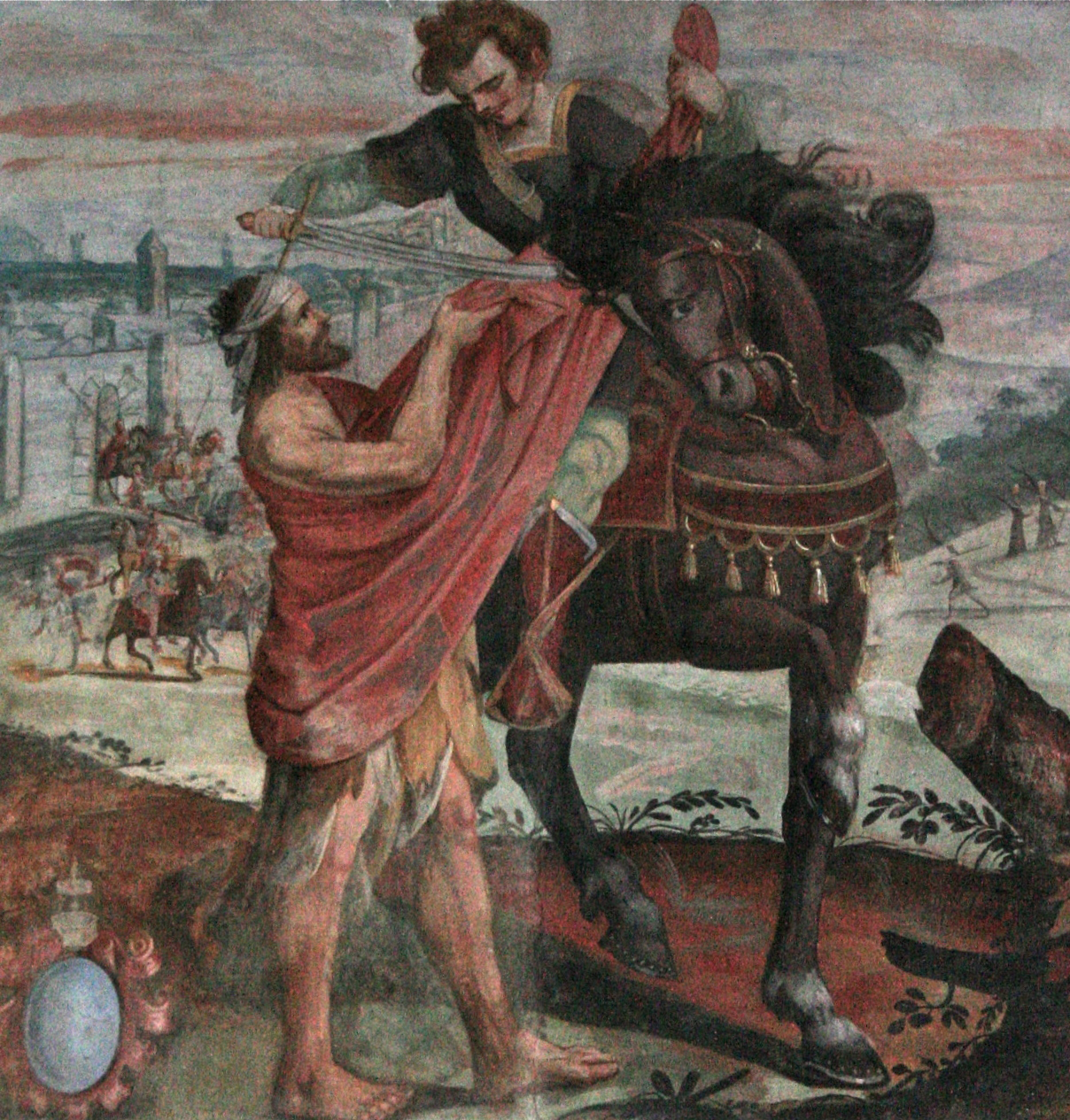
St. Martin und der Bettler